# Zvinčac
Zvinčac (narodni naziv: svinjac; lat. Bupleurum) je veliki biljni rod s preko 200 vrsta jednogodišnjih biljaka, trajnica i grmova iz porodice štitarki. Ime roda dolazi od grčkog bous (govedo) i pleura (rebro), možda zbog jako istaknutih lisnih rebara. 
Ovisno o vrsti može narasti od svega nekoliko centimetara do tri metra visine. Raširen je na umjerenom području Starog svijeta, te po jedna vrsta u Sjevernoj i Južnoj Americi. U Hrvatskoj raste oko deset vrsta dugolisni zvinčac, kritično ugroženi kopljastolisni zvinčac, okruglolisni zvinčac, svinjac razastrti, međašnji zvinčac, visoki zvinčac, karglijev zvinčac, srpasti zvinčac, najtanji zvinčac ili svinjac tankolistni, žuti planinski zvinčac i svinjac žutkasti.
Na Balkanskom poluotoku: Rumunjska, Bugarska i Srbiji (samo jedan lokalitet) raste Pančićev zvinčac (Bupleurum pachnospermum), koja naraste do 80 cm visine. 
Što se tiće štitarki, u Hrvatskoj su samo rodovi zvinčac, devesilje (Seseli) i pukovica (Peucedanum) zastupljeni s po desetak vrsta, a svi ostali s manje ili samo jednom.

## Vrste
1. Bupleurum abchasicum Manden.
2. Bupleurum acutifolium Boiss.
3. Bupleurum aeneum Boiss. & A.Huet
4. Bupleurum aenigma Koso-Pol.
5. Bupleurum aequiradiatum (H.Wolff) Snogerup & B.Snogerup
6. Bupleurum affine Sadler, međašnji zvinčac
7. Bupleurum aira Snogerup
8. Bupleurum aitchisonii (Boiss.) H.Wolff
9. Bupleurum ajanense (Regel & Tiling) Krasnob.
10. Bupleurum alatum R.H.Shan & M.L.Sheh
11. Bupleurum album Maire
12. Bupleurum aleppicum Boiss.
13. Bupleurum alpigenum Jord. & Fourr.
14. Bupleurum americanum J.M.Coult. & Rose
15. Bupleurum anatolicum Hub.-Mor. & Reese
16. Bupleurum andhricum M.P.Nayar & R.N.Banerjee
17. Bupleurum angulosum L.
18. Bupleurum angustissimum (Franch.) Kitag.
19. Bupleurum antonii Maire
20. Bupleurum apiculatum Friv., šiljkavi zvinčac
21. Bupleurum asperuloides Heldr., lazarkoliki zvinčac
22. Bupleurum atlanticum Murb.
23. Bupleurum aureum Fisch. ex Hoffm.
24. Bupleurum badachschanicum Lincz.
25. Bupleurum baimaense X.G.Ma & X.J.He
26. Bupleurum balansae Boiss. & Reut.
27. Bupleurum baldense Turra, baldanski zvinčac
28. Bupleurum benoistii Litard. & Maire
29. Bupleurum bicaule Helm
30. Bupleurum boissieri Post
31. Bupleurum boissieuanum H.Wolff
32. Bupleurum bourgaei Boiss. & Reut.
33. Bupleurum brachiatum K.Koch ex Boiss.
34. Bupleurum brevicaule Schltdl.
35. Bupleurum canaliculatum Diels
36. Bupleurum candollei Wall. ex DC.
37. Bupleurum canescens Schousb.
38. Bupleurum capillare Boiss. & Heldr.
39. Bupleurum cappadocicum Boiss.
40. Bupleurum chaishoui R.H.Shan & M.L.Sheh
41. Bupleurum chevalieri Cherm.
42. Bupleurum chinense DC.
43. Bupleurum citrinum Hochst.
44. Bupleurum clarkeanum (H.Wolff) Nasir
45. Bupleurum commelynoideum H.Boissieu
46. Bupleurum commutatum Boiss. & Balansa
47. Bupleurum condensatum R.H.Shan & Y.Li
48. Bupleurum constancei Nazir
49. Bupleurum contractum Korovin
50. Bupleurum croceum Fenzl
51. Bupleurum dalhousianum (C.B.Clarke) Koso-Pol.
52. Bupleurum davisii Snogerup
53. Bupleurum densiflorum Rupr.
54. Bupleurum dianthifolium Guss.
55. Bupleurum dichotomum Boiss.
56. Bupleurum dielsianum H.Wolff
57. Bupleurum distichophyllum Wight & Arn.
58. Bupleurum dracaenoides Huan C.Wang, Z.R.He & H.Sun
59. Bupleurum dumosum Coss. & Balansa
60. Bupleurum eginense (H.Wolff) Snogerup
61. Bupleurum elatum Guss.
62. Bupleurum erubescens Boiss.
63. Bupleurum euboeum Beauverd & Topali
64. Bupleurum euphorbioides Nakai
65. Bupleurum falcatum L., srpasti zvinčac
66. Bupleurum faurelii Maire
67. Bupleurum ferganense Lincz.
68. Bupleurum flavicans Boiss. & Heldr.
69. Bupleurum flavum Forssk.
70. Bupleurum flexile Bornm. & Gauba
71. Bupleurum foliosum Salzm. ex DC.
72. Bupleurum freitagii Rech.f.
73. Bupleurum fruticescens L.
74. Bupleurum fruticosum L.
75. Bupleurum gansuense S.L.Pan & P.S.Hsu
76. Bupleurum gaudianum Snogerup
77. Bupleurum gerardi All., razastrti zvinčac
78. Bupleurum ghahremanii Mozaff.
79. Bupleurum gibraltaricum Lam.
80. Bupleurum gilanicum Mozaff.
81. Bupleurum gilesii H.Wolff
82. Bupleurum glumaceum Sm., pljevičasti zvinčac
83. Bupleurum gracile d'Urv.
84. Bupleurum gracilipes Diels
85. Bupleurum gracillimum Klotzsch
86. Bupleurum greuteri Snogerup
87. Bupleurum gulczense O.Fedtsch. & B.Fedtsch.
88. Bupleurum gussonei (Arcang.) Snogerup & B.Snogerup
89. Bupleurum hakgalense Klack.
90. Bupleurum hamiltonii N.P.Balakr.
91. Bupleurum handiense (Bolle) G.Kunkel
92. Bupleurum haussknechtii Boiss.
93. Bupleurum heldreichii Boiss. & Balansa
94. Bupleurum hoffmeisteri Klotzsch
95. Bupleurum imaicola J.Kern.
96. Bupleurum isphairamicum Pimenov
97. Bupleurum jucundum Kurz
98. Bupleurum kabulicum Rech.f.
99. Bupleurum kakiskalae Greuter
100. Bupleurum kaoi Liu, C.Y.Chao & Chuang
101. Bupleurum karglii Vis., Karglijev zvinčac
102. Bupleurum khasianum (Clarke) P.K.Mukh.
103. Bupleurum koechelii Fenzl
104. Bupleurum kohistanicum Nasir
105. Bupleurum komarovianum Lincz.
106. Bupleurum kosopolianskyi Grossh.
107. Bupleurum krylovianum Schischk.
108. Bupleurum kunmingense Yin Li & S.L.Pan
109. Bupleurum kurdicum Boiss.
110. Bupleurum kurzii P.K.Mukh.
111. Bupleurum kweichowense R.H.Shan
112. Bupleurum lanceolatum Wall. ex DC.
113. Bupleurum lancifolium Hornem., kopljastolisni zvinčac
114. Bupleurum lateriflorum Coss.
115. Bupleurum latissimum Nakai
116. Bupleurum leucocladum Boiss.
117. Bupleurum libanoticum Boiss. & Blanche
118. Bupleurum linczevskii Pimenov & Sdobnina
119. Bupleurum lipskyanum (Koso-Pol.) Lincz.
120. Bupleurum longeradiatum Turcz.
121. Bupleurum longicaule Wall. ex DC.
122. Bupleurum longifolium L., dugolisni zvinčac
123. Bupleurum lophocarpum Boiss. & Balansa
124. Bupleurum luxiense Yin Li & S.L.Pan
125. Bupleurum lycaonicum Snogerup
126. Bupleurum maddenii C.B.Clarke
127. Bupleurum malconense R.H.Shan & Y.Li
128. Bupleurum marginatum Wall. ex DC.
129. Bupleurum marschallianum C.A.Mey.
130. Bupleurum martjanovii Krylov
131. Bupleurum mayeri Micevski
132. Bupleurum mesatlanticum Litard. & Maire
133. Bupleurum microcephalum Diels
134. Bupleurum miyamorii Kitag.
135. Bupleurum mongolicum V.M.Vinogr.
136. Bupleurum montanum Coss. & Durieu
137. Bupleurum multinerve DC.
138. Bupleurum mundtii Cham. & Schltdl.
139. Bupleurum muschleri H.Wolff
140. Bupleurum nanum Poir.
141. Bupleurum nematocladum Rech.f.
142. Bupleurum nigrescens Nasir
143. Bupleurum nipponicum Koso-Pol.
144. Bupleurum nodiflorum Sm.
145. Bupleurum odontites L., Fontanezijev zvinčac
146. Bupleurum oligactis Boiss.
147. Bupleurum orientale Snogerup
148. Bupleurum pachnospermum Pancic, Pančićev zvinčac
149. Bupleurum pamiricum Pimenov & Kljuykov
150. Bupleurum papillosum DC.
151. Bupleurum pauciradiatum Fenzl ex Boiss.
152. Bupleurum pendikum Snogerup
153. Bupleurum petiolulatum Franch.
154. Bupleurum petraeum L., stjenoviti zvinčac
155. Bupleurum plantagineum Desf.
156. Bupleurum plantaginifolium Wight
157. Bupleurum polyactis Post ex Snogerup
158. Bupleurum polyclonum Yin Li & S.L.Pan
159. Bupleurum postii H.Wolff
160. Bupleurum praealtum L., visoki zvinčac
161. Bupleurum pulchellum Boiss. & Heldr.
162. Bupleurum qinghaiense Yin Li & J.X.Guo
163. Bupleurum quadriradiatum Kitag.
164. Bupleurum ramosissimum Wight & Arn.
165. Bupleurum ranunculoides L., planinski zvinčac
166. Bupleurum regelii Lincz. & V.M.Vinogr.
167. Bupleurum rigidum L.
168. Bupleurum rischawianum Albov
169. Bupleurum rockii H.Wolff
170. Bupleurum rohlenae Nábelek
171. Bupleurum rosulare Korovin ex Pimenov & Sdobnina
172. Bupleurum rotundifolium L., okruglolisni zvinčac
173. Bupleurum rupestre Edgew.
174. Bupleurum sachalinense F.Schmidt
175. Bupleurum salicifolium R.Br.
176. Bupleurum schistosum Woronow
177. Bupleurum scorzonerifolium Willd.
178. Bupleurum semicompositum L., žutkasti zvinčac
179. Bupleurum setaceum Fenzl
180. Bupleurum shanianum X.G.Ma & X.J.He
181. Bupleurum shikotanense M.Hiroe
182. Bupleurum sibiricum Vest ex Spreng.
183. Bupleurum sikkimensis P.K.Mukh.
184. Bupleurum sintenisii Asch. & Urb. ex Huter
185. Bupleurum × sitenskyi  Šourk.
186. Bupleurum smithii H.Wolff
187. Bupleurum spinosum Gouan
188. Bupleurum stellatum L.
189. Bupleurum stenophyllum (Nakai) Kitag.
190. Bupleurum stewartianum Nasir
191. Bupleurum subovatum Link ex Spreng., jajoliki zvinčac
192. Bupleurum subspinosum Maire & Weiller
193. Bupleurum subuniflorum Boiss. & Heldr.
194. Bupleurum sulphureum Boiss. & Balansa
195. Bupleurum swatianum Nasir
196. Bupleurum tenuissimum L.,  tankolisni zvinčac
197. Bupleurum terminum A.P.Khokhr.
198. Bupleurum thianschanicum Freyn
199. Bupleurum thomsonii C.B.Clarke
200. Bupleurum trichopodum Boiss. & Spruner
201. Bupleurum triradiatum Adams ex Hoffm.
202. Bupleurum turcicum Snogerup
203. Bupleurum uechtritzianum Stoyanov
204. Bupleurum veronense Turra, osjavi zvinčac
205. Bupleurum virgatum Cav.
206. Bupleurum wenchuanense R.H.Shan & Y.Li
207. Bupleurum wightii Koso-Pol.
208. Bupleurum wittmannii Steven
209. Bupleurum wolffianum Bornm. ex H.Wolff
210. Bupleurum yinchowense R.H.Shan & Y.Li
211. Bupleurum yunnanense Franch.
212. Bupleurum zoharii Snogerup